# Кучвали
Кучвали (пол. Kuczwały, нім. Kunzwalde) — село в Польщі, у гміні Хелмжа Торунського повіту Куявсько-Поморського воєводства.
Населення — 472 особи (2011).
У 1975-1998 роках село належало до Торунського воєводства.

## Демографія
Демографічна структура станом на 31 березня 2011 року:
|          | Загалом | Допрацездатний вік | Працездатний вік | Постпрацездатний вік |
| -------- | ------- | ------------------ | ---------------- | -------------------- |
| Чоловіки | 234     | 46                 | 169              | 19                   |
| Жінки    | 238     | 41                 | 142              | 55                   |
| Разом    | 472     | 87                 | 311              | 74                   |